# Okinawa I
Okinawa I (sprich: Okinawa Uno) ist eine Ortschaft im Departamento Santa Cruz im Tiefland des südamerikanischen Anden-Staates Bolivien.

## Lage im Nahraum
Okinawa I ist zentraler Ort im Municipio Okinawa Uno in der Provinz Ignacio Warnes im westlichen Teil des Departamentos Santa Cruz. Die Stadt liegt in der Schwemmlandebene von Río Grande und Río Piraí auf einer Höhe von 257 m, zwischen dem Río Grande im Osten und dem Río Pailon im Westen, der unterhalb von Chane Independencia in den Río Piraí mündet.

## Geographie
Okinawa I liegt im tropischen Feuchtklima vor dem Ostrand der Anden-Gebirgskette der Cordillera Oriental. Die Region war vor der Kolonisierung von Chiquitano-Trockenwäldern bedeckt, ist heute aber größtenteils Kulturland.
Die mittlere Durchschnittstemperatur der Region liegt bei gut 24 °C (siehe Klimadiagramm Okinawa I), die Monatswerte schwanken zwischen 21 °C im Juni/Juli und etwa 26 °C von Oktober bis März. Der Jahresniederschlag beträgt etwa 1000 mm, die Monatsniederschläge sind ergiebig und liegen zwischen 30 mm im Juli und 175 mm im Januar.

## Geschichte
Nach einem Dekret des bolivianischen Präsidenten Víctor Paz Estenssoro im Jahr 1953 emigrierte eine Gruppe Japaner von den Okinawa-Inseln per Boot in die Hafenstadt Santos in Brasilien und kam per Bahn nach Bolivien, wo sie sich ansiedelten. Sie mussten mehrere Male ihren Wohnort wechseln, bis sie die Kolonie Okinawa I aufbauten. Auch heute noch ist die Bevölkerung japanisch geprägt und sie pflegt ihre Traditionen. Im Jahr 2019 besuchte die japanische Prinzessin Mako Okinawa I.

## Verkehrsnetz
Okinawa I liegt in nordöstlicher Richtung 146 Straßenkilometer entfernt von Santa Cruz, der Hauptstadt des Departamentos.
Durch Okinawa I führt die 828 Kilometer lange Nationalstraße Ruta 10, die das bolivianische Tiefland in Ost-West-Richtung durchquert, von San Matías an der brasilianischen Grenze bis San Juan del Piraí im Kolonisierungsgebiet zwischen Río Piraí und Río Grande. Die Straße führt von Osten kommend über Las Petas, San Bartolo de la Frontera, San Vicente de la Frontera, San Ignacio de Velasco und Concepción nach Okinawa I und weiter über Guabirá, Chane Independencia und San Pedro nach Colonia Piraí.
Von Okinawa aus sind es 41 Kilometer bis Guabirá nördlich von Montero, und von dort noch einmal 105 Kilometer über Montero und Warnes nach Santa Cruz.

## Bevölkerung
Die Einwohnerzahl des Ortes ist in den vergangenen beiden Jahrzehnten auf mehr als das Doppelte angestiegen:
| Jahr | Einwohner | Quelle       |
| ---- | --------- | ------------ |
| 1992 | 2 586     | Volkszählung |
| 2001 | 4 098     | Volkszählung |
| 2012 | 6 344     | Volkszählung |
| 2024 |           | Volkszählung |

In der Region sind die Quechua die zahlenmäßig wichtigste indigene Volksgruppe, im Municipio Okinawa Uno sprechen 11,5 Prozent der Einwohner Quechua.

### Japanische Minderheit
Im Jahr 1953 unterschrieb der bolivianische Präsident Víctor Paz Estenssoro ein Dekret, das es Japanern erlaubte, nach Bolivien zu emigrieren. Die Japaner stammten von den Okinawa-Inseln, nach denen die Gründer ihre neugegründeten Siedlungen benannten. Ihre Reise führte vom Hafen der Stadt Naha per Schiff bis nach Santos in Brasilien und von dort per Eisenbahn bis in den Osten Boliviens. Die erste Siedlung war Okinawa I, es folgten Okinawa 2 und Okinawa 3. Die Bewohner betreiben seitdem Landwirtschaft; zuerst bauten sie Mais, Reis und Baumwolle an, später Soja und vor allem Weizen. Die japanischstämmigen Bewohner bewahren ihre Kultur und sprechen weiterhin Japanisch bzw. den lokalen Dialekt der Okinawa-Inseln und führen traditionelle Tänze auf.
Es leben etwa 300 Japaner und 600 Japanisch-stämmige in Okinawa I.